# L'Or de mes rêves
Pour plus de détails, voir Fiche technique et Distribution.
L'Or de mes rêves (Złoto) est un film polonais de Wojciech Has sorti en 1962.

## Synopsis
Un jeune homme arrive pour travailler sur le chantier d'un complexe industriel. Epaulé par un ingénieur, il tente de s'intégrer au monde des ouvriers, mais il semble cacher un lourd secret.

## Fiche technique
- Titre original : Złoto
- Réalisation : Wojciech Has
- Scénario : Bohdan Czeszko
- Photographie : Stefan Matyjaszkiewicz
- Scénographie, costumes : Jerzy Skarżyński
- Montage : Zofia Dwornik
- Musique : Lucjan Kaszycki
- Durée : 91 minutes
- Date de sortie :
  - Pologne : 26 octobre 1962

## Distribution
- Władysław Kowalski : Kazik
- Krzysztof Chamiec : Piotr
- Barbara Krafftówna : la barmaid Zosia
- Zdzisław Maklakiewicz : le pilote Gabryś
- Adam Pawlikowski : un ami de Piotr
- Elżbieta Czyżewska : Dorota
- Aleksander Fogiel : un vieillard
- Wojciech Siemion : colocataire
- Halina Dobrucka : Maria
- Marian Wojtczak : chauffeur